# Nourriture (film)
Pour plus de détails, voir Fiche technique et Distribution.
Nourriture (Jídlo) est un court-métrage tchécoslovaque réalisé par Jan Švankmajer et sorti en 1992. Le film étudie le rapport de l'homme à la nourriture à travers les trois repas de la journée : le petit-déjeuner, le déjeuner et le dîner. Les techniques d'animation du film reposent sur la pixilation (c'est-à-dire des acteurs réels filmés image par image) et l'animation de pâte à modeler. Ce film dépourvu de dialogue se rapproche du surréalisme.

## Synopsis
Le film se divise en trois épisodes de durées équivalentes. Ils sont précédés de très courts plans sur divers repas accompagnés d'un fond sonore propre à une cuisine (chocs d'assiettes et de couverts, conversations) puis d'un panneau indiquant le repas à venir. Les différents repas pourraient symboliser différentes classes sociales : la classe ouvrière au petit-déjeuner, la classe moyenne au déjeuner, les élites au dîner.

### Petit-déjeuner
Un homme entre dans une pièce et s'installe une table. Il balaie de la main les restes d'un repas précédent. En face de lui est assis un homme inanimé avec une pancarte pendue à son cou. Le premier homme lit les instructions inscrites sur la pancarte. Il commence par insérer des pièces de monnaie dans la bouche de l'homme avant de lui mettre un doigt dans l’œil. La chemise de l'homme-automate s'ouvre et dévoile un ascenseur là où devrait se trouver le torse. L'ascenseur délivre le repas qui vient se placer devant le client. Celui-ci frappe au visage de l'homme-automate afin que des couverts en plastique sortent de ses oreilles. À la fin du repas, il obtient une serviette en donnant un coup de pied dans la jambe de l'automate. Après s'être essuyé la bouche, l'homme ayant mangé est pris de convulsions et devient à son tour l'automate. L'homme auparavant inanimé reprend vie, il s'étire et place la pancarte autour du cou de l'autre. Il se lève et fait une marque de dénombrement au crayon sur le mur. Un autre dîneur fait son entrée et le scénario se répète. À la fin du repas, une longue file d'attente est visible derrière la porte.

### Déjeuner
Dans une salle de restaurant, deux clients, un riche et un pauvre, ne parviennent pas à retenir l'attention du serveur qui passe à côté de leur table sans s'arrêter. Ils mangent tout ce qui est à portée de main : d'abord les fleurs, puis leurs chaussures, leur pantalon, leur chemise, leurs bretelles, leurs sous-vêtements, les assiettes, la nappe, la table et les chaises. Le pauvre observe ce que mange le riche avant de faire de même. Quand il ne reste plus rien, le riche mange ses ustensiles, imité par le pauvre. Le riche sourit et retire les ustensiles de sa bouche avant de s'avancer vers le pauvre dos au mur.

### Dîner
Dans un restaurant luxueux, un riche gourmet ajoute de nombreux condiments et sauces à son plat caché derrière tous les bocaux. Il assaisonne ainsi son plat pendant quelques minutes puis cloue une fourchette à une main en bois fixée à son bras. Sa véritable main est dans son assiette et constitue son repas. De courtes scènes montrent ensuite un athlète manger sa jambe, une femme manger ses seins, et enfin un homme s'apprêtant à déguster son pénis et ses testicules. Remarquant la présence de la caméra, l'homme cache son assiette et fait signe à la caméra de partir.

## Fiche technique
- Titre original : Jídlo
- Titre français : Nourriture
- Réalisation : Jan Švankmajer
- Scénario : Jan Švankmajer
- Pays d'origine : Tchécoslovaquie
- Distribution : Zeitgeist Films
- Format : Couleurs - 35 mm
- Genre : Animation
- Durée : 17 minutes
- Date de sortie : 1992

## Distribution
- Ludvík Sváb - Mangeur
- Bedrich Glaser - Mangeur
- Jan Kraus - Mangeur
- Pavel Marek - Mangeur
- Josef Fiala - Mangeur
- Karel Hamr - Mangeur

## Production
Bien que le tournage n'ait pas eu lieu avant 1991, le script avait été écrit par Jan Švankmajer dans les années 1970,. Tourné en 35 mm et en couleurs, ce court-métrage dépourvu de dialogue se concentre sur le son et l'image. Il mêle l'animation de pâte à modeler et la pixilation qui permet d'animer en stop-motion des acteurs réels.
Le film a été co-produit par le ministère de la Culture de Tchécoslovaquie et par la société britannique Koninck International.

## Accueil

### Sortie du film
Le film est présenté en juin 1993 au Festival international du film d'animation d'Annecy, puis en septembre 1993 au Festival international du film de Toronto ; il sort à New York en avril 1994. Le titre est traduit pour certaines exploitations : Food dans les pays anglophones, Das kleine Fressen en Allemagne, Jedzenie en Pologne et Trofi en Grèce.
Ce court-métrage a bénéficié d'une exploitation vidéo en étant inséré dans les éditions VHS et DVD du film de 1996 Les Conspirateurs du plaisir ; en 2007, un DVD sort regroupant tous les courts-métrages de Jan Švankmajer.

### Réception
Dans le New York Times, la critique de cinéma Caryn James trouve le film « caustique mais léger ». Elle remarque que si la métaphore de la nourriture était très risquée dans les années 1970, elle n'est plus en 1994 « qu'une constatation de la façon dont les individus sont dévorés par des États mécaniques et par d'autres hommes ».
Sur le site AllMovie, Craig Butler apprécie le découpage de l’œuvre selon des thématiques sociales et la métaphore de la nourriture pour envisager le rapport entre les hommes. Il affirme que « la richesse des images et la technique d'animation véritablement unique laissent une impression difficile à oublier ».
En 2001, un article de Senses of Cinema écrit par le critique spécialiste des films d'animation Dirk de Bruyn fait une rétrospective sur le travail de Jan Švankmajer. Au sujet de Nourriture, l'auteur y voit une certaine prédiction de la « MacDonaldisation » de la nourriture ; il apprécie également les références faites à La Ruée vers l'or de Charlie Chaplin quand les personnages dévorent leurs chaussures, ainsi qu'au cinéma de Georges Méliès.